# 김동하 (가수)
김동하(1990년 6월 13일 ~)는 대한민국의 가수다. 컬투의 매니저(2014년 ~)를 맡고 있으며, 2015년 디지털싱글 《너의 목소리가 보여2 Part.2 눈물이 뚝뚝》으로 데뷔했다.

## 방송
- 너의 목소리가 보여 2 (2015) - 케이윌편 최종실력자
- 좋은가요 (2020)
- 드루와 (2020) - 매니저특집 우승
- 브이에스 (2023) - Top20
- 아침마당 (2024)

## 음반
- 너의 목소리가 보여 2 Part.2 - 눈물이 뚝뚝 (2015)
- 여름비가 내리면 (2022)
- 이 길에서 (2022)
- 결혼해줘 (2023)
- 초대형 노래방 서바이벌 VS EPISODE 1 - 뻔한 이별 (2023)
- 생각보다 추억은 힘이 없었어 (2023)
- 널 사랑해서 잊지 못했어 (2024)
- 미안해 나를 미워해 (2024)